# او! اوکو
او! اوکو (انگلیسی: Oh! Oku) یک فیلم بر اساس حادثه اجیما-ایکوشیما است که در سال ۲۰۰۶ منتشر شد.

## بازیگران
- یوکی ناکاما
- هیدتوشی نیشیجیما
- هاروکا ایگاوا
- شینوبو ناکایاما
- تائه کیمورا
- یوکو آسانو
- ریکو تاکاشیما
- یومی آسو